# Trinidad e Tobago nos Jogos Olímpicos de Verão de 1996
Trinidad e Tobago participou dos Jogos Olímpicos de Verão de 1996 em Atlanta, Estados Unidos.

## Desempenho

### Atletismo
Masculino
| Prova      | Atleta | Preliminares | Preliminares | Quartas | Quartas     | Semifinal | Semifinal   | Final | Final             |
| Prova      | Atleta | Marca        | Posição      | Marca   | Posição     | Marca     | Posição     | Marca | Posição           |
| ---------- | ------ | ------------ | ------------ | ------- | ----------- | --------- | ----------- | ----- | ----------------- |
| Ato Boldon | 100 m  | 10s06        | 1º/bat. 3 Q  | 9s95    | 1º/bat. 1 Q | 9s93      | 1º/bat. 2 Q | 9s90  | Medalha de bronze |